# 丰良河
丰良河也称丰良江，位于中华人民共和国广东省东北部，是韩江右岸支流，发源于兴宁市南端水口镇的铁牛牯，蜿蜒东北流经丰顺县建桥镇、丰良镇、龙岗镇、黄金镇，最后于留隍镇站口以北注入韩江。河长75千米，河道平均比降2.86‰，天然落差713米，流域面积899平方千米。